# کله‌هو (هرسین)
کله‌هو، روستایی از توابع بخش مرکزی شهرستان هرسین در استان کرمانشاه ایران است.
خانواده های اصیل این روستا که‌ چندین دهه پیش این روستا را خریداری کرده بودند عباسی ها بودند که در کرمانشاه و شهرهای اطراف تهران پراکنده شده اند و این روستا در گذشته محل زندگی رحمت الله عباسی بوده است

## جمعیت
این روستا در دهستان چشمه‌کبود قرار دارد و براساس سرشماری مرکز آمار ایران در سال ۱۳۸۵، جمعیت آن ۷۹ نفر (۱۸خانوار) بوده‌است.